# REO Speedwagon
REO Speedwagon is een succesvolle Amerikaanse AOR-band uit Champaign (Illinois), die werd opgericht in 1967.
De band begon als een countryachtige boogieband en behoort tot de pioniers van wat we later AOR gingen noemen. De naam van de groep werd bedacht door Neal Doughty en verwijst naar een vrachtwagen van het merk REO.

## Geschiedenis
De band werd opgericht in de herfst van 1967. De eerste bezetting bestond uit Neal Doughty (toetsen), Alan Gratzer (drums/zang), Joe Matt (gitaar/zang) en Mike Blair (bas/zang). In de lente van 1968 werd zanger Terry Luttrell (ex-Terry Cook and the Majestics) aangetrokken, Joe Matt en Mike Blair werden vervangen door Bob Crownover (gitaar) en Gregg Philbin (bas). Joe McCabe speelde op dit ogenblik saxofoon voor de groep. Crownover speelde gitaar tot hij in de zomer van 1969 werd vervangen door Bill Fiorio (later als Duke Tumatoe) die eind 1969 werd opgevolgd door Steve Scorfina. Op een gegeven moment verliet deze de groep; hij vertrok naar Saint Louis om jaren later terug te keren in de rockscene als gitarist van Pavlov's Dog. Gary Richrath (ex-Suburban 9 to 5, ex-Feather Train) nam zijn plaats in. De groep had in die tijd een soort punk-image en had door het intensief optreden in allerlei clubs en bars in het Midden-Westen een fanatieke en loyale clan aanhangers achter zich gekregen; daardoor kreeg REO Speedwagon een contract bij Epic Records.

### Beginperiode
Het eerste (titelloze) album kwam in 1971 uit, maar in de eerste jaren was de band niet erg succesvol. Zanger Terry Luttrell (later in Starcastle) haakte al na één album af en werd vervangen door Kevin Cronin (ex-Fushia), die als componist/zanger/gitarist meteen een stempel op de groep drukte. Hij maakt zijn debuut op het album "REO/TWO". Tijdens de opname van "Ridin' the storm out" kregen Gary Richrath en Kevin Cronin een meningsverschil en werd Cronin de band uitgezet. Hij werd vervangen door Michael Murphy (ex-One Eyed Jacks) die op "Ridin' the storm out" te horen is. Murphy is ook te horen op "Lost in a dream" en "This time we mean it". Van dit laatste album werd de single "Out Of Control" getrokken, met als B-kant het nummer "Running Blind", dat alleen op 45-single is verschenen. Na "This time we mean it" verliet Michael Murphy REO Speedwagon. Voor het album "REO" keerde Kevin Cronin echter terug en dit betekende in feite de doorbraak van de band in de Verenigde Staten.

### Succes
De single "Ridin' the storm out" werd een hit en het succes kreeg een vervolg met het livealbum "You get what you play for" en "You can tune a piano, but you can't tuna fish". Bij laatste album was de bezetting weer gewijzigd: bassist Gregg Philbin was vervangen door Bruce Hall (ex-One Eyed Jacks). In deze bezetting – Neal Doughty, Gary Richrath, Kevin Cronin, Bruce Hall en Alan Gratzer – zou REO Speedwagon haar grootste successen behalen. Met het album "Nine Lives" brak de groep ook in Europa door.

### Grootste successen
Die successen werden ingeleid door het album "Hi infidelity" (1981), waarvan in de Verenigde Staten meer dan tien miljoen exemplaren werden verkocht. Het was het best verkochte rockalbum van 1981; het stond 15 weken op #1 in de Amerikaanse billboards. Het leverde ook vier hits op: "Keep on loving you", "Take it on the run", "Don't let him go" en "In your letter". Met dit album kreeg REO Speedwagon ook bekendheid in Europa. De single "Keep on loving you" bereikte de zevende plaats in de Britse hitlijsten. In Nederland behaalde de band in 1981 twee hits in de destijds drie landelijke hitlijsten op de nationale publieke popzender Hilversum 3 (de Nederlandse Top 40, Nationale Hitparade en de TROS Top 50) met "Keep on loving you" en "Don't let him go". Ook in de Europese hitlijst op Hilversum 3, de TROS Europarade, werd door beide platen een notering behaald.
Het album "Hi infidelity" behaalde in Nederland een 11e positie in de album hitlijsten.
Ook in België behaalden de twee platen en het album noteringen in zowel de beide Vlaamse hitlijsten als de album hitlijst.
De band raakte eind 1981 in een creatieve impasse en stond onder druk om een opvolger te maken voor het succesvolle negende studioalbum "Hi infidelity". In 1982 kwam "Good trouble" uit, dat tegenviel, en vervolgens besloot de band een jaar vrijaf te nemen. Alan Gratzer speelde met Queen-gitarist Brian May op Star Fleet Project (1983) een ep uitgebracht door Brian May & Friends, met onder anderen ook gitarist Eddie Van Halen. In 1984 kwam een nieuw REO Speedwagon album uit: "Wheels are turnin'". Van dat album scoort de band haar tweede nummer 1-hit in de Verenigde Staten: de ballad "Can't fight this feeling", begin 1985 (met onder andere ook successen in Engeland en Duitsland). Op zaterdag 13 juli 1985 speelde REO Speedwagon op het Live Aid-festival (locatie JFK Stadium Philadelphia) van organisatoren Bob Geldof en Midge Ure. REO Speedwagon was nu een gevestigde naam en speelde in uitverkochte stadions. En met het album "Life as we know it" wist REO Speedwagon nog steeds het grote Amerikaanse en Canadese publiek voor zich te winnen.

### Wisselende bezetting
In 1988 verliet drummer Alan Gratzer de band. Hij opende een restaurant in Santa Barbara en werd opgevolgd door Graham Lear (ex-Santana). Richrath werd wegens meningsverschillen over de muzikale richting vervangen door Miles Joseph (ex-Player). Met multi-instrumentalist Dave Amato (ex-Ted Nugent) werd uiteindelijk een goede vervanger gevonden. Jesse Harms (ex-Sammy Hagar) kwam bij de band als tweede toetsenist. Graham Lear werd vervangen door Bryan Hitt (ex-Wang Chung). In 1990 werd "The earth, a small man, his dog and a chicken" uitgebracht.

### Nieuwe bezetting
In 1991 was REO Speedwagon weer een vijfmansformatie en werd het verzamelalbum "The second decade of rock 'n' roll 1981 to 1991" uitgebracht. Op deze cd staat onder andere een reggaeversie van "Keep on loving you" (Gary Richraths laatste liveoptreden). Pas in 1996 kwam weer een nieuw album uit: "Building the bridge". Het zou tot april 2007 het laatste studioalbum van de band blijven. Er volgden nog wel een compilatie (The ballads) met twee nieuwe nummers, en drie livealbums (waarvan een samen met Styx). De band toerde nog steeds door de Verenigde Staten, maar leek nu vooral op oude roem te teren.
In april 2007 kwam na 11 jaar een nieuw album uit, getiteld "Find your own way home". In Amerika werden aan deze cd een bonus-cd (met 'live in de studio opnames' van het complete 'Hi-infidelity' in 2007) en een bonus-dvd (met unplugged clips en interviews) toegevoegd. Tijdens de daaropvolgende tour speelde de band na lange tijd opnieuw op Europese podia. In 2009 bracht de band samen met Styx de cd-Single "Can't Stop Rockin'" uit; deze was tekoop via REO Speedwagons website. Eind 2009 volgde een kerstalbum getiteld "Not so silent night...christmas with REO Speedwagon".

## Heruitgaven
Sony US heeft het eerste album (1971) nooit uitgebracht op cd. Sony UK bracht dit in 1993 uit als Collectors Choice, met als gevolg dat deze cd snel uitverkocht raakte. Het Britse bedrijf BGO Records bracht in 2007 een geremasterde versie van het eerste album wereldwijd uit samen met "REO/TWO" uit 1972. Later bracht BGO Records ook geremasterde versies van de albums "Ridin' The Storm Out" (1973), "Lost in a Dream" (1974), "This Time We Mean It" (1975) en "REO" (1976) wereldwijd uit op cd.

In een interview met Billboard meldde Kevin Cronin dat in 2011 een "30th anniversary deluxe edition" van het album "Hi Infidelity" zou uitkomen. In oktober 2011 werden de eerste tien albums opnieuw uitgebracht in mini-lp-vorm. Het uitbrengen was een initiatief van het Japanse Sony. De cd's zijn opnieuw geremasterd, ook "You get what you play for", dat het volledige livealbum bevat, inclusief "Gary's guitar solo" en "Little Queenie".

## Trivia

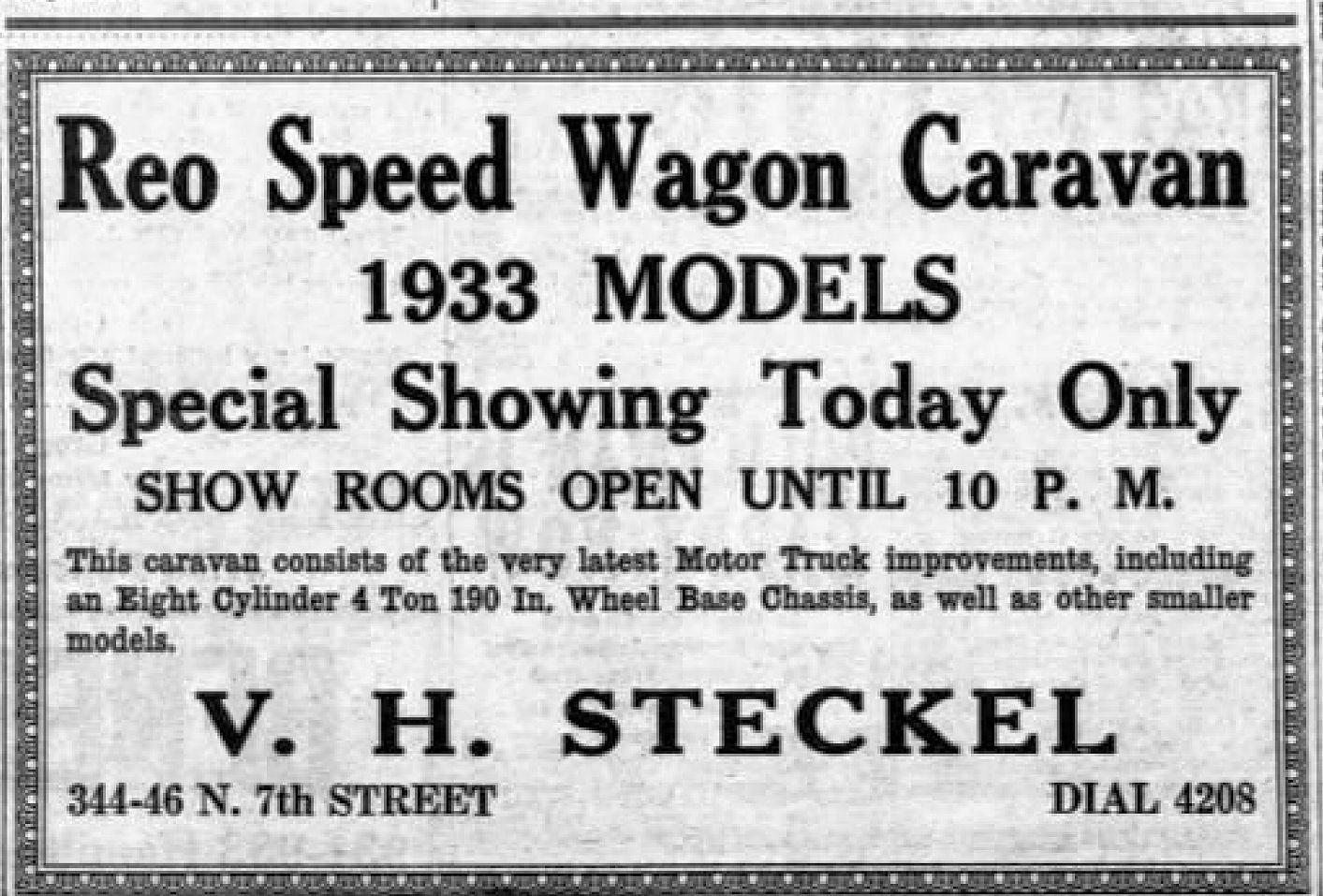
Reclame uit 1932 voor de REO Speed Wagon

- Reclame uit 1932 voor de REO Speed WagonZowel "Keep on loving you" als "Don't let him go" hadden dezelfde B-kant: "Follow my heart", dat ook op hetzelfde album staat.
- Op 19 januari 2001 wijdde de stad Champaign de straat "Main Street" voor altijd om tot "REO Speedwagon way".
- In 2016 werd het nummer "Can’t fight this feeling" gebruikt in de reclame voor Sheba kattenvoer.[8]
- Het personage Robert E.O Speedwagon van de bekende manga Jojo Bizarre Adventure heeft zijn naam gekregen van deze band.
- De REO Speedwagon was in de periode van 1920 tot 1960 een populair type vrachtauto.

## Nederlandse/Vlaamse hitnoteringen
| Single met eventuele hitnotering(en) in de Nederlandse Top 40 | Datum van verschijnen | Datum van binnenkomst | Hoogste positie | Aantal weken | Opmerkingen                                            |
| ------------------------------------------------------------- | --------------------- | --------------------- | --------------- | ------------ | ------------------------------------------------------ |
| Keep On Loving You                                            | 1981                  | 4-4-1981              | 13              | 8            | #9 in de Nationale Hitparade / #12 in de TROS Top 50   |
| Don't Let Him Go                                              | 1981                  | 20-6-1981             | 15              | 6            | # 22 in de Nationale Hitparade / #14 in de TROS Top 50 |

| Album met eventuele hitnotering(en) in de Nederlandse Album Top 100 | Datum van verschijnen | Datum van binnenkomst | Hoogste positie | Aantal weken | Opmerkingen |
| ------------------------------------------------------------------- | --------------------- | --------------------- | --------------- | ------------ | ----------- |
| Hi Infidelity                                                       | 1980                  | 11-04-1981            | 11              | 24           |             |

| Single met hitnotering(en) in de Vlaamse Ultratop 50 | Datum van verschijnen | Datum van binnenkomst | Hoogste positie | Aantal weken | Opmerkingen |
| ---------------------------------------------------- | --------------------- | --------------------- | --------------- | ------------ | ----------- |
| Keep On Loving You                                   | 1981                  | 16-05-1981            | 14              | 3            |             |
| Don't Let Him Go                                     | 1981                  | 11-07-1981            | 22              | 3            |             |

### NPO Radio 2 Top 2000
| Nummer met noteringen in de NPO Radio 2 Top 2000 | '99 | '00 | '01 | '02 | '03 | '04 | '05 | '06 | '07 | '08 | '09 | '10 | '11 | '12 | '13 | '14 | '15  | '16  | '17  | '18  | '19  | '20  | '21  | '22  | '23  | '24  |
| ------------------------------------------------ | --- | --- | --- | --- | --- | --- | --- | --- | --- | --- | --- | --- | --- | --- | --- | --- | ---- | ---- | ---- | ---- | ---- | ---- | ---- | ---- | ---- | ---- |
| Keep On Loving You                               | 383 | 481 | 440 | 515 | 412 | 582 | 718 | 792 | 960 | 673 | 835 | 904 | 936 | 979 | 989 | 943 | 1036 | 1048 | 1125 | 1108 | 1084 | 1000 | 1106 | 1085 | 1192 | 1255 |

1. ↑  Een vetgedrukt getal geeft de hoogste notering aan.

## Covers door andere artiesten
| Jaar | Titel                    | Artiest                       | Album                            |
| ---- | ------------------------ | ----------------------------- | -------------------------------- |
| 1982 | In Your Letter           | Randy and The Rainbows        | C'mon Let's Go                   |
| 1989 | Time For Me To Fly       | Dolly Parton                  | White Limozeen                   |
| 1999 | Keep On Loving You       | The Donnas                    | Drive Me Crazy: Soundtrack       |
| 2001 | Can't Fight This Feeling | Smokie                        | Uncovered, The Very Best Of      |
| 2002 | Can't Fight This Feeling | Jimmy Gonzalez                | Si Me Faltas Tu                  |
| 2003 | Take It On The Run       | Kimberlee Nash                | Dreaming Out Loud                |
| 2004 | Take It On The Run       | Me First and the Gimme Gimmes | Ruin Jonny's Bar Mitzvah         |
| 2004 | Can't Fight This Feeling | Joseph Williams (Toto)        | Two of Us                        |
| 2005 | Ridin' The Storm Out     | Killers by Trade              | Ancient Rider                    |
| 2006 | Take It On The Run       | The Dust Bowl Cavaliers       | Volume One: Sweet Tomorrow       |
| 2006 | Keep Pushin              | Kristin Glasgow               | Danger's Callin'                 |
| 2006 | Roll With The Changes    | Lantana                       | Unbridled                        |
| 2007 | Ridin' The Storm Out     | Station 313                   | Escape The Madness               |
| 2008 | Time For Me To Fly       | Timo Räisänen                 | ...And There Was Timo            |
| 2009 | Can't Fight This Feeling | Finn Hudson                   | Glee: The Music, Volume 1        |
| 2019 | Can't Fight This Feeling | Bastille                      | Doom Days: This Got Out of Hand! |

## Bandbezetting: 1967-heden
| 1967-1968  | - Neal Doughty – toetsen - Alan Gratzer – drums, zang - Joe Matt – gitaar, zang - Mike Blair – bas, zang                                                                                         |
| 1968-1969  | - Neal Doughty – toetsen - Alan Gratzer – drums - Gregg Philbin – bas - Terry Luttrell – zang - Bob Crownover – gitaar - Joe McCabe – saxofoon - Marty Shepard – trumpet                         |
| 1969       | - Neal Doughty – toetsen - Alan Gratzer – drums - Gregg Philbin – bas - Terry Luttrell – zang - Bill Fiorio – gitaar                                                                             |
| 1969-1970  | - Neal Doughty – toetsen - Alan Gratzer – drums - Gregg Philbin – bas - Terry Luttrell – zang - Steve Scorfina – gitaar                                                                          |
| 1970-1972  | - Neal Doughty – toetsen - Alan Gratzer – drums - Gary Richrath – gitaar - Gregg Philbin – bas - Terry Luttrell – zang                                                                           |
| 1972-1973  | - Neal Doughty – toetsen - Alan Gratzer – drums - Gary Richrath – gitaar - Gregg Philbin – bas - Kevin Cronin – zang, gitaar                                                                     |
| 1973-1976  | - Neal Doughty – toetsen - Alan Gratzer – drums - Gary Richrath – gitaar - Gregg Philbin – bas - Michael Murphy – zang, gitaar                                                                   |
| 1976-1977  | - Neal Doughty – toetsen - Alan Gratzer – drums - Gary Richrath – gitaar - Kevin Cronin – zang, gitaar - Gregg Philbin – bas                                                                     |
| 1977-1988  | - Neal Doughty – toetsen - Gary Richrath – gitaar - Kevin Cronin – zang, gitaar, piano - Bruce Hall – bas - Alan Gratzer – drums                                                                 |
| 1988-1989  | - Neal Doughty – toetsen - Kevin Cronin – zang, gitaar, piano - Bruce Hall – bas - Graham Lear – drums - Gary Richrath – gitaar                                                                  |
| 1989       | - Neal Doughty – toetsen - Kevin Cronin – zang, gitaar, piano - Bruce Hall – bas - Graham Lear – drums - Miles Joseph – gitaar - Carla Day – achtergrondzang - Melanie Jackson – achtergrondzang |
| 1989-1990  | - Neal Doughty – toetsen - Kevin Cronin – zang, gitaar, piano - Bruce Hall – bas - Dave Amato – gitaar - Jesse Harms – toetsen - Graham Lear – drums                                             |
| 1990-1991  | - Neal Doughty – toetsen - Kevin Cronin – zang, gitaar, piano - Bruce Hall – bas - Dave Amato – gitaar - Bryan Hitt – drums - Jesse Harms – toetsen                                              |
| 1991-heden | - Neal Doughty – toetsen - Kevin Cronin – zang, gitaar, piano - Bruce Hall – bas - Dave Amato – gitaar - Bryan Hitt – drums                                                                      |